# Dmitri Balandin
Dmitri Igorewitsch Balandin (kasachisch Дмитрий Игоревич Баландин; * 4. April 1995 in Almaty) ist ein kasachischer Schwimmer, der bei Wettbewerben im Brustschwimmen antritt.

## Sportliche Entwicklung
Dmitri Balandin hält derzeit die kasachischen Rekorde im Brustschwimmen über 100 und 200 m.
Bei den Asienspielen 2014 im südkoreanischen Incheon gewann Balandin drei Goldmedaillen über 50, 100 und 200 m Brust, wodurch ihm ein historischer Erfolg für Kasachstan gelang. Im Wettbewerb über die 50 m setzte er mit 27,87 Sekunden außerdem einen neuen Rekord bei den Asienspielen. Dies gelang ihm auch über die 200 m mit einem neuen Asienrekord von 2,07,67 Minuten.
Bei der Sommer-Universiade 2015 im südkoreanischen Gwangju gewann Balandin Gold über 100 m Brust sowie Bronze über die 50 m in derselben Disziplin.
Bei den Olympischen Sommerspielen 2016 in Rio de Janeiro gewann Balandin die Goldmedaille über 200 m Brust und damit die erste kasachische Schwimmmedaille überhaupt.

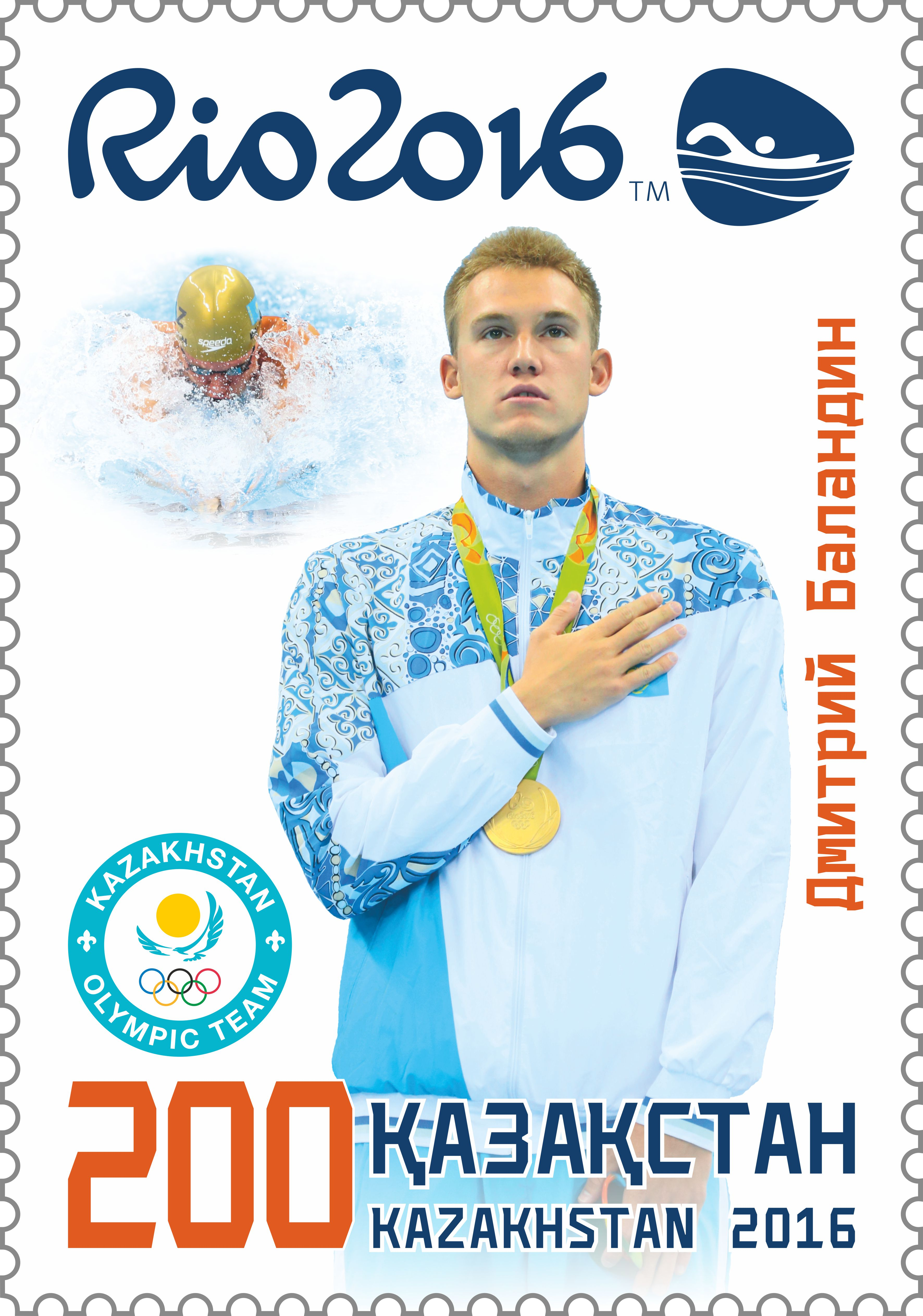

Die kasachische Post ehrte Balandin mit der Herausgabe einer Sonderbriefmarke.